# Bonnie Gadusek
Bonnie Gadusek (née le 11 septembre 1963 à Pittsburgh, Pennsylvanie) est une joueuse de tennis américaine, professionnelle de 1981 à 1987.
En Grand Chelem, elle a réalisé ses meilleures performances à l'US Open, atteignant en simple les quarts de finale en 1982 et 1986 (respectivement battue par Chris Evert et Steffi Graf).
Pendant sa carrière, elle a gagné huit tournois WTA, dont trois en double dames.

## Palmarès

### Titres en simple dames
| No | Date       | Nom et lieu du tournoi                       | Catégorie  | Dotation  | Surface         | Finaliste        | Score         |          |
| -- | ---------- | -------------------------------------------- | ---------- | --------- | --------------- | ---------------- | ------------- | -------- |
| 1  | 23-01-1984 | Avon Cup, Marco Island                       | VS Tour C2 | 100 000 $ | Terre (ext.)    | Kathleen Horvath | 3-6, 6-0, 6-4 | Parcours |
| 2  | 28-01-1985 | BMW Championships, Marco Island              |            | 100 000 $ | Dur (ext.)      | Pam Casale       | 6-3, 6-4      | Parcours |
| 3  | 20-05-1985 | Swiss Open, Lugano                           |            | 100 000 $ | Terre (ext.)    | Manuela Maleeva  | 6-2, 6-2      | Parcours |
| 4  | 16-09-1985 | Virginia Slims of Chicago, Chicago           |            | 150 000 $ | Moquette (int.) | Kathy Rinaldi    | 6-1, 6-3      | Parcours |
| 5  | 07-10-1985 | Virginia Slims of Indianapolis, Indianapolis |            | 75 000 $  | Moquette (int.) | Pam Casale       | 6-0, 6-3      | Parcours |

### Finales en simple dames
| No | Date       | Nom et lieu du tournoi                           | Catégorie  | Dotation  | Surface         | Vainqueure       | Score         |          |
| -- | ---------- | ------------------------------------------------ | ---------- | --------- | --------------- | ---------------- | ------------- | -------- |
| 1  | 12-07-1982 | Kim Cup, Monte-Carlo                             | Series 3   | 100 000 $ | Terre (ext.)    | Virginia Ruzici  | 6-2, 7-6      | Parcours |
| 2  | 02-05-1983 | Italian Open, Pérouse                            |            | 150 000 $ | Terre (ext.)    | Andrea Temesvári | 6-1, 6-0      | Parcours |
| 3  | 07-11-1983 | Lynda Carter Maybelline Classic, Deerfield Beach |            | 125 000 $ | Dur (ext.)      | Chris Evert      | 6-0, 6-4      | Parcours |
| 4  | 12-03-1984 | Virginia Slims of Florida, Palm Beach Gardens    | VS Tour C3 | 150 000 $ | Terre (ext.)    | Chris Evert      | 6-0, 6-1      | Parcours |
| 5  | 09-12-1985 | Pan Pacific Open, Tokyo                          |            | 250 000 $ | Moquette (int.) | Manuela Maleeva  | 7-6, 3-6, 7-5 | Parcours |

### Titres en double dames
| No | Date       | Nom et lieu du tournoi                          | Catégorie | Dotation  | Surface         | Partenaire      | Finalistes                 | Score         |          |
| -- | ---------- | ----------------------------------------------- | --------- | --------- | --------------- | --------------- | -------------------------- | ------------- | -------- |
| 1  | 07-11-1983 | Lynda Carter Maybelline Classic Deerfield Beach |           | 125 000 $ | Dur (ext.)      | Wendy White     | Pam Casale Mary Lou Piatek | 6-1, 3-6, 6-3 | Parcours |
| 2  | 20-05-1985 | Swiss Open Lugano                               |           | 100 000 $ | Terre (ext.)    | Helena Suková   | Bettina Bunge Eva Pfaff    | 6-2, 6-4      | Parcours |
| 3  | 07-10-1985 | Virginia Slims of Indianapolis Indianapolis     |           | 75 000 $  | Moquette (int.) | Mary Lou Piatek | Penny Barg Sandy Collins   | 6-1, 6-0      | Parcours |

### Finales en double dames
| No | Date       | Nom et lieu du tournoi               | Catégorie | Dotation  | Surface         | Vainqueures                     | Partenaire       | Score    |          |
| -- | ---------- | ------------------------------------ | --------- | --------- | --------------- | ------------------------------- | ---------------- | -------- | -------- |
| 1  | 10-10-1983 | Florida Federal Open Tarpon Springs  |           | 150 000 $ | Dur (ext.)      | Martina Navrátilová Pam Shriver | Wendy White      | 6-0, 6-1 | Parcours |
| 2  | 28-01-1985 | BMW Championships Marco Island       |           | 100 000 $ | Dur (ext.)      | Kathy Jordan Elizabeth Smylie   | Camille Benjamin | 6-3, 6-3 | Parcours |
| 3  | 24-02-1986 | Virginia Slims of California Oakland |           | 150 000 $ | Moquette (int.) | Hana Mandlíková Wendy Turnbull  | Helena Suková    | 7-6, 6-1 | Parcours |

## Parcours en Grand Chelem

### En simple dames
| Année | Open d'Australie (janvier) | Open d'Australie (janvier) | Internationaux de France | Internationaux de France | Wimbledon      | Wimbledon  | US Open         | US Open        | Open d'Australie (décembre) | Open d'Australie (décembre) |
| ----- | -------------------------- | -------------------------- | ------------------------ | ------------------------ | -------------- | ---------- | --------------- | -------------- | --------------------------- | --------------------------- |
| 1981  | n/a                        | n/a                        | 1er tour (1/64)          | Kathleen Horvath         | -              | -          | -               | -              | 2e tour (1/16)              | Chris Evert                 |
| 1982  | n/a                        | n/a                        | 3e tour (1/16)           | Mima Jaušovec            | -              | -          | 1/4 de finale   | Chris Evert    | -                           | -                           |
| 1983  | n/a                        | n/a                        | 1er tour (1/64)          | Amy Holton               | -              | -          | 4e tour (1/8)   | Andrea Jaeger  | -                           | -                           |
| 1984  | n/a                        | n/a                        | -                        | -                        | -              | -          | 4e tour (1/8)   | Chris Evert    | -                           | -                           |
| 1985  | n/a                        | n/a                        | 4e tour (1/8)            | Manuela Maleeva          | 2e tour (1/32) | Anne Smith | 3e tour (1/16)  | Robin White    | -                           | -                           |
| 1986  | n/a                        | n/a                        | -                        | -                        | -              | -          | 1/4 de finale   | Steffi Graf    | n/a                         | n/a                         |
| 1987  | -                          | -                          | -                        | -                        | -              | -          | 1er tour (1/64) | Wendy Turnbull | n/a                         | n/a                         |

À droite du résultat, l’ultime adversaire.

### En double dames
| Année | Open d'Australie (janvier) | Open d'Australie (janvier) | Internationaux de France     | Internationaux de France    | Wimbledon | Wimbledon | US Open                       | US Open                     | Open d'Australie (décembre) | Open d'Australie (décembre) |
| ----- | -------------------------- | -------------------------- | ---------------------------- | --------------------------- | --------- | --------- | ----------------------------- | --------------------------- | --------------------------- | --------------------------- |
| 1981  | n/a                        | n/a                        | -                            | -                           | -         | -         | -                             | -                           | 2e tour (1/8) Jane Preyer   | B. Potter Sharon Walsh      |
| 1982  | n/a                        | n/a                        | 2e tour (1/16) Virginia Wade | H. Mandlíková Helena Suková | -         | -         | 2e tour (1/16) D. Fromholtz   | Leslie Allen Mima Jaušovec  | -                           | -                           |
| 1983  | n/a                        | n/a                        | 2e tour (1/16) Wendy White   | Kohde-Kilsch Eva Pfaff      | -         | -         | 1/4 de finale Wendy White     | B. J. King Sharon Walsh     | -                           | -                           |
| 1985  | n/a                        | n/a                        | 2e tour (1/16) C. Lindqvist  | H. Mandlíková Anne Smith    | -         | -         | 1er tour (1/32) R. Fairbank   | Beverly Mould Pam Whytcross | -                           | -                           |
| 1986  | n/a                        | n/a                        | -                            | -                           | -         | -         | 2e tour (1/16) C. Bassett     | S. Cecchini Sabrina Goleš   | n/a                         | n/a                         |
| 1987  | -                          | -                          | -                            | -                           | -         | -         | 1er tour (1/32) Beverly Bowes | Terry Phelps R. Reggi       | n/a                         | n/a                         |

Sous le résultat, la partenaire ; à droite, l’ultime équipe adverse.

### En double mixte
| Année | Open d'Australie (janvier), | Open d'Australie (janvier), | Internationaux de France | Internationaux de France | Wimbledon | Wimbledon | US Open                     | US Open                     | Open d'Australie (décembre), | Open d'Australie (décembre), |
| ----- | --------------------------- | --------------------------- | ------------------------ | ------------------------ | --------- | --------- | --------------------------- | --------------------------- | ---------------------------- | ---------------------------- |
| 1982  | n/a                         | n/a                         | -                        | -                        | -         | -         | 1er tour (1/16) Rick Meyer  | P. Teeguarden Tom Gullikson | n/a                          | n/a                          |
| 1984  | n/a                         | n/a                         | -                        | -                        | -         | -         | 1er tour (1/32) Kim Warwick | Pam Whytcross David Graham  | n/a                          | n/a                          |
| 1985  | n/a                         | n/a                         | -                        | -                        | -         | -         | 1er tour (1/16) M. Fancutt  | M. Maleeva Tom Gullikson    | n/a                          | n/a                          |

Sous le résultat, le partenaire ; à droite, l’ultime équipe adverse.

## Parcours aux Masters

### En simple dames
| # | Date       | Nom de l'édition                             | ($)     | Surface         | Résultat       | Ultime adversaire   | Score    |          |
| - | ---------- | -------------------------------------------- | ------- | --------------- | -------------- | ------------------- | -------- | -------- |
| 1 | 13/12/1982 | Toyota Series Championships, East Rutherford | 300 000 | Dur (int.)      | 1er tour (1/8) | Wendy Turnbull      | 6-1, 6-1 | Parcours |
| 2 | 21/03/1983 | Virginia Slims Championships, New York       | 350 000 | Moquette (int.) | 1er tour (1/8) | Bettina Bunge       | 6-3, 6-3 | Parcours |
| 3 | 17/03/1986 | Virginia Slims Championships, New York       | 500 000 | Moquette (int.) | 1/4 de finale  | Martina Navrátilová | 6-3, 6-4 | Parcours |

## Classements WTA

### Classements en simple en fin de saison
| Année | 1983 | 1984 | 1985 | 1986 | 1987 |
| Rang  | 21   | 13   | 10   | 13   | 461  |

Source : (en) « Classements de Bonnie Gadusek », sur le site officiel du WTA Tour

### Classements en double en fin de saison
| Année | 1986 |
| Rang  | 60   |

Source : (en) « Classements de Bonnie Gadusek », sur le site officiel du WTA Tour